# Procattedrale del Santissimo Nome di Gesù

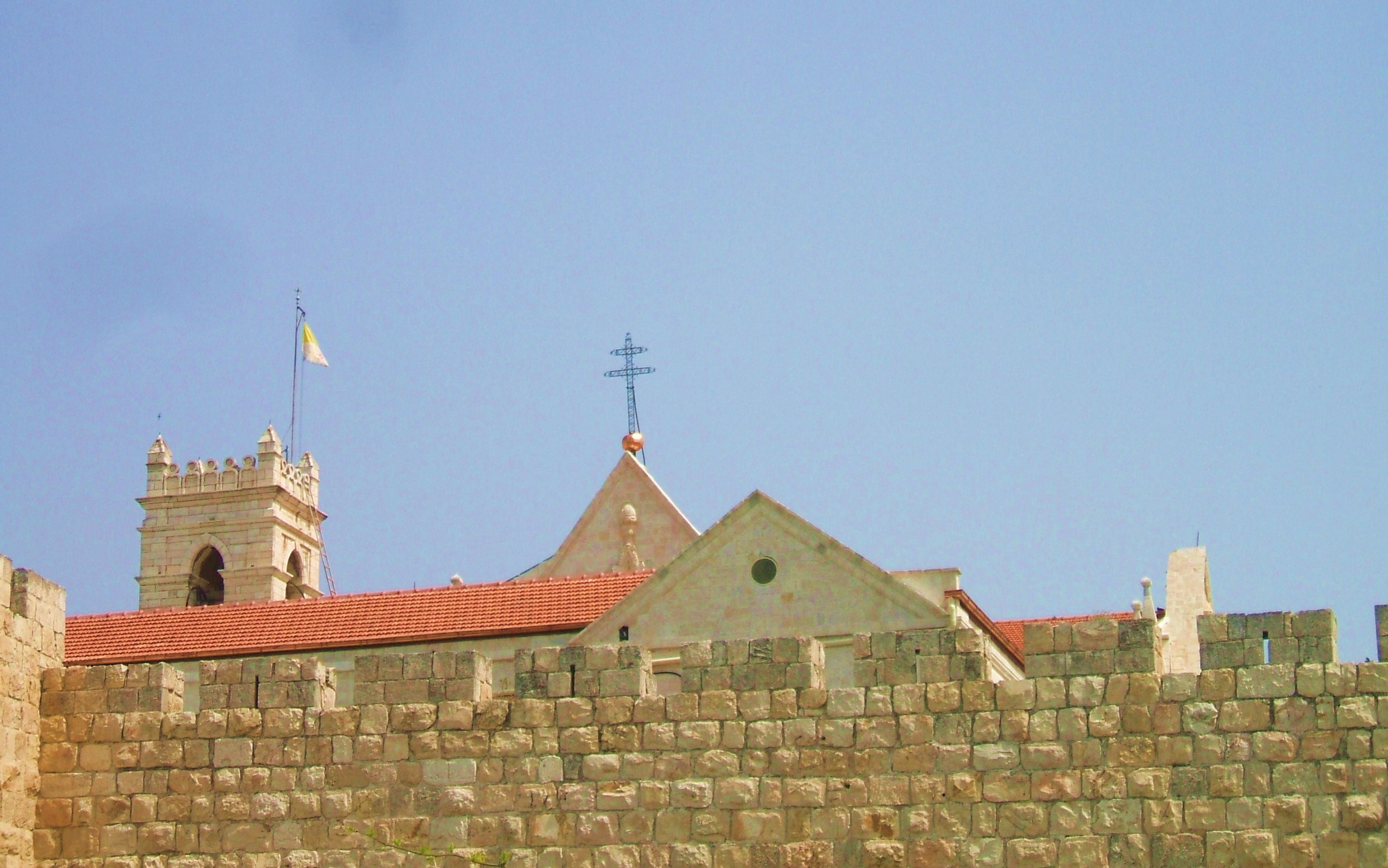
La curia patriarcale con la procattedrale del Santissimo Nome di Gesù.

La procattedrale del Santissimo Nome di Gesù è la chiesa del complesso edilizio sede del patriarcato di Gerusalemme dei Latini e funge da cattedrale della diocesi in particolari occasioni.

## Descrizione
Costruita nella sede patriarcale per volontà del patriarca Giuseppe Valerga, la chiesa fu completata e consacrata nel venticinquesimo anniversario del ripristino del patriarcato latino a Gerusalemme, l'11 febbraio 1872.
Al suo interno è collocata la copia esatta della statua in bronzo di San Pietro venerata nella basilica di San Pietro in Vaticano.
In essa sono sepolti tutti i patriarchi latini, che si sono succeduti dal 1847 ad oggi, con l'unica eccezione del patriarca cardinale Filippo Camassei, morto in Roma il 18 gennaio 1921 ed ivi sepolto nella tomba del Collegio di Propaganda Fide nel cimitero del Verano.
Originariamente definita concattedrale, nel 2022 è stato mutato il titolo in procattedrale perché spiega meglio il suo effettivo status e per sottolineare la maggiore importanza della basilica del Santo Sepolcro come cattedrale del patriarcato.